# Alberto Oliveras Mestre
Alberto Oliveras Mestre (Barcelona, 27 d'octubre de 1929 - París, 13 d'octubre de 2010) va ser un periodista espanyol, cèlebre pels seus programes de ràdio, especialment el que portava per títol Ustedes son formidables que estava dedicat a la recaptació de fons per a causes socials.

## Biografia
Va néixer en Barcelona. Va estudiar intern en l'Escola Pia de Sarrià. En la Universitat de Barcelona es va llicenciar en Filosofia i Lletres i va fer estudis de Dret, carrera que no arribaria a acabar. La seva primera activitat periodística va ser la revista cultural Sant Jordi en la qual va col·laborar quan comptava 23 anys. El 1956 obtenir un Premi Ondas de novel·la per l'adaptació al cinema i la televisió de la seva novel·la Nunca pasa nada. En 1959 va fixar la seva residència en París, ciutat a la qual es va traslladar fascinat amb el liberalisme i la democràcia que no existia a Espanya a causa de la dictadura franquista. Es va casar amb una ciutadana francesa i va residir en un habitatge que havia estat prèviament estudi del pintor Modigliani. Va obtenir la corresponsalia de la cadena SER a París.
Després de la seva tornada a Espanya, la seva activitat es va centrar a Madrid, on va desenvolupar noves idees per a la creació de programes de ràdio i televisió, especialment concurs i jocs. És conegut sobretot per la seva carrera professional en el món de la ràdio, mitjà en el qual va ser una de les veus més prestigioses a Espanya. Entre els programes que va realitzar, un dels quals va tenir més repercussió va ser Ustedes son formidables, a la Cadena SER, espai que recaptava fons per a causes solidàries, la sintonia de les quals eren els compassos inicials del quart moviment de la Simfonia del Nou Món d'Antonín Dvořák. Es va emetre al llarg de 17 anys, entre 1960 i 1977. En 1961 va aconseguir recaptar 3.000.000 de pessetes de l'època en l'emissió especial dedicada a obtenir socors per als damnificats per la greu inundació que va tenir lloc en Sevilla, causada pel desbordament del Tamarguillo, que va deixar a milers de persones sense llar. Més endavant treballaria a Ràdio Nacional d'Espanya, fins a 2003.
Present a Televisió Espanyola des dels seus inicis, va presentar diversos programes com La unión hace la fuerza (1964), espai en el qual dos concursants, representants d'una província espanyola, formaven equip. El primer realitzava una prova intel·lectual, i el segon havia de superar una prova física.
Altres espais que van aconseguir notorietat van ser Por tierras lejanas (1981) en el qual apareixien en pantalla les experiències de ciutadans espanyols que vivien en diferents països d'Àfrica o Sud-amèrica, el concurs Verdad o mentira (1982), el programa de reportatges sobre el Tercer Món La aventura humana (1985) o la sèrie sobre relats basats en successos reals Suspense.
En 1989 el director de Ràdio Nacional d'Espanya, Enric Sopena, va rescindir el contracte d'Alberto Oliveras, per unes declaracions realitzades al programa Protagonistas de la COPE, on criticava RTVE i proposava una reforma radical de l'ens públic.
Com a director de documentals, va destacar en els dos treballs que va realitzar sobre la figura de Vicent Ferrer: El hombre del paraguas (1998) i La ciudad del Infinito (2002). Havia conegut a Ferrer durant la seva etapa com a director d'Ustedes son formidables a Cadena Ser des de llavors Oliveras sempre va ser el seu màxim defensor i col·laborador a Espanya.
Entre les seves publicacions, destaca una biografia de Vicente Ferrer titulada Vicente Ferrer, una revolución silenciosa (2000).
Va rebre el Premi Ondas en diverses ocasions. El 1956 per l'adaptació al cinema i televisió de la seva novel·la Nunca pasa nada, el 1960 pel programa informatiu Mundorama de la cadena SER, en 1964 al millor locutor (Nacional de Ràdio), i en 1999 per la seva trajectòria professional en ocasió del 75 aniversari de la ràdio a Espanya.
Va morir en París el 13 d'octubre de 2010.